# Східно-Казантипське газове родовище
Східно-Казантипське газове родовище відкрите в 1999—2000 роках в результаті проведення геолого-розвідувальних робіт на шельфі Керченського півострова державним акціонерним товариством «Чорноморнафтогаз».
Балансові запаси природного газу Східно-Казантипського газового родовища 10 млрд м³.